# Besse Cooper
Besse Berry Cooper (* 26. August 1896 im Sullivan County, Tennessee als Besse Berry Brown; † 4. Dezember 2012 in Monroe, Georgia) war eine US-amerikanische Altersrekordlerin. Sie war nach dem Tod der Brasilianerin Maria Gomes Valentim am 21. Juni 2011 der älteste lebende Mensch und ist eine von 29 Personen (Stand April 2024), die nachweislich mindestens 116 Jahre alt wurden. Das Guinness-Buch der Rekorde führte sie als Rekordhalterin.

## Leben
Besse Berry Brown wurde am 26. August 1896 in Sullivan County im US-Bundesstaat Tennessee als drittes von acht Kindern geboren. Sie absolvierte die East Tennessee State Normal School im Jahr 1916 und arbeitete anschließend als Lehrerin in ihrer Heimat Tennessee, bevor sie in den US-Bundesstaat Georgia zog, als Amerika 1917 gerade in den Ersten Weltkrieg eintrat. Sie unterrichtete weiterhin als Lehrerin in Between, Georgia. Im Jahr 1924 heiratete sie Luther Harris Cooper (1895–1963).
Zum Zeitpunkt ihres 115. Geburtstags hatte Besse Cooper vier Kinder, zwölf Enkel und viele Ur- und Ur-Ur-Enkel. Ihr 76-jähriger Sohn Sidney Cooper sagte der Zeitung The Atlanta Journal-Constitution, seine Mutter könne noch immer „denken, klar sprechen und sich an Dinge erinnern“. Sie lebte in Monroe, Georgia. Cooper starb am 4. Dezember 2012 nach einer Magen-Darm-Entzündung an Ateminsuffizienz.
Nach dem Tod Eunice Sanborns am 31. Januar 2011 wurde Cooper als älteste lebende Person anerkannt, verlor ihren Guinness-World-Records-Titel jedoch am 18. Mai 2011 kurzzeitig an die Brasilianerin Maria Gomes Valentim, die zuvor der Öffentlichkeit unbekannt war und GWR eine frühere Geburt als Cooper belegen konnte. Nach Gomes Valentims Tod am 21. Juni 2011 erlangte Cooper den Titel des ältesten lebenden Menschen bis zu ihrem eigenen Tod zurück.
Nach dem Tod der Japanerin Chiyono Hasegawa am 2. Dezember 2011 war sie zudem die letzte lebende Person, die im Jahr 1896 geboren worden war. Zum Zeitpunkt ihres Todes belegte Cooper Platz 7 der Liste der ältesten Menschen, mittlerweile liegt sie auf Platz 22 (Stand August 2023). Ältester lebender Mensch wurde nach ihrem Tod für 13 Tage Dina Manfredini.